# Samson superster
Samson superster is het 12de stripverhaal van Samson en Gert. De reeks werd getekend door striptekenaarsduo Wim Swerts & Jean-Paul van den Broeck. Danny Verbiest, Gert Verhulst en Hans Bourlon namen de scenario's voor hun rekening. De strips werden uitgegeven door Studio 100. Het stripalbum verscheen in 1997.

## Personages
In dit verhaal spelen de volgende personages mee:
- Samson
- Gert
- Alberto Vermicelli
- Burgemeester Modest
- Jeannine De Bolle
- Octaaf De Bolle
- Marie

## Verhalen
Het album bevat de volgende drie verhalen:
1. De komst van mevrouw Jeannine
2. Samson superster
3. Het ziekenhuis

## Trivia
- Dit is het eerste stripboek waarin Mevrouw Jeannine voorkomt.
- De strip "De komst van mevrouw Jeannine" is een kleine variant op de aflevering "De moeder van Octaaf" uit 1994.
- De strip "Het ziekenhuis" is een variant op de aflevering "Het ziekenhuis" uit 1997 (alleen is Alberto verliefd in de strip en Octaaf in de aflevering).